# Administrator bazy danych
Administrator bazy danych (łac. administrator ‘zarządca’), żargonowo DBA (ang. database administrator) – informatyk zajmujący się zarządzaniem bazą danych i odpowiedzialny za  jej poprawne działanie. Szczególny przypadek  administratora systemów komputerowych.
Do najczęstszych obowiązków można zaliczyć:
- zapewnienie bezpieczeństwa i integralności danych (związane z tworzeniem kopii zapasowych, zarządzaniem kontami użytkowników i nadawaniem uprawnień do danych),
- zapewnienie ciągłości nieprzerwanego dostępu do danych,
- optymalizacja wydajności działania dla danych ograniczeń budżetowych,
- wspomaganie projektowania i testowania – pomaganie programistom i inżynierom w wydajnym wykorzystywaniu bazy danych.